# Salafíja

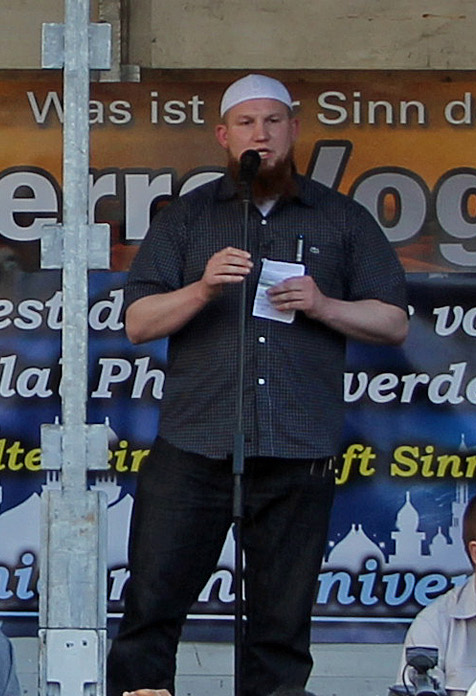
Přední německý salafista Pierre Vogel

Salafíja (někdy salafismus) je jedním z novodobých směrů islámu. Název pochází z termínu pro ctihodné předky víry, as-salaf as-sálih, k nimž směřuje toto hnutí ve snaze po obrodě a očištění islámu od cizorodých novot a pověr (bid'a).

## Charakteristika
U islámských autorů může mít tento výraz význam doslovného lpění na praxi předků, vedoucí až k fundamentalismu. Užívá se někdy také termínu harfíjún, stoupenci doslovnosti. Salafismus je považován za nebezpečnou ideologii vedoucí k potlačení práv a svobod nevěřících, protože jeho cílem je nastolení teokratické diktatury.

## Populární kultura
Dle německé vysokoškolské pedagožky, etnoložky Susanne Schröter naplňuje salafíja v Německu mezi mladistvými znaky tzv. populární kultury, tj. poslouchají pro ně charakteristickou hudbu, vyznávají stejné symboly, nosí stejné oblečení a hlavně mají svůj vlastní jazyk.